# Yuma Suzuki
Yuma Suzuki (Choshi, 26 de abril de 1996), é um futebolista japonês que atua como atacante. Atualmente, joga pelo Kashima Antlers.

## Carreira
Yuma Suzuki começou a carreira no Kashima Antlers.

## Títulos
Kashima Antlers
- Copa da Liga Japonesa: 2015
- J. League: 2016
- Copa do Imperador: 2016
- Supercopa do Japão: 2017